# Ґюнтер Газе
Ґюнтер Газе (нім. Günther Haase, 11 червня 1925) — німецький стрибун у воду.
Бронзовий медаліст Олімпійських Ігор 1952 року. Чемпіон Європи з водних видів спорту 1950 року.